# 国鉄タラ1形貨車
国鉄タラ1形貨車（こくてつタラ1がたかしゃ）は、かつて鉄道省及び1949年（昭和24年）6月1日以降は日本国有鉄道（国鉄）に在籍した私有貨車（タンク車）である。

## 概要
タラ1形はガソリン専用の19t 積三軸私有貨車として1929年（昭和4年）7月15日から1931年（昭和6年）6月17日にかけて27両（タラ1 - タラ12、タラ32 - タラ46）が 新潟鐵工所にて製造された。また、1931年2月12日にタサ500形19両（タサ504 - タサ522）が改番され、本形式に編入された（タラ13 - タラ31）。改番理由はタサ500形への付番誤りを是正したものである。荷役方式は全車とも上入れ、下出し方式である。
以上合計5ロット46両がタラ1形として運用された。この46両という製造数は「タラ」（積載重量17t - 19tのタンク車）形式の中では最大勢力であった（次点はタラ100形の31両）。
ガソリンを専用種別とするがロットによっては保冷材を巻きキセ（外板）を装備した車も存在した。
戦後本形式46両中27両が連合軍専用車に指定され、軍番号（7000 - 7024、7027 - 7028）等の標記が追加された。これらの車はすべて1952年（昭和27年）度内に指定が解除された。
貨物列車の最高速度引き上げが行われた1968年（昭和43年）10月1日ダイヤ改正対応のため、大半の車が廃車になったが、5両が残存した。そのうち3両（タラ9, タラ10, タラ43）は、運用上速度指定65km/h識別のための黄1号の帯を巻かれ、通常ならば「ロタラ」となるべきところ「ロ」を丸でかこんだ通称「マルロ」と標記された。これにともなう形式変更は行われなかった。「マルロ」車にならなかった2両（タラ3、タラ42）は、特定支線区に限定使用されたが、2両とも1970年（昭和45年）に廃車になった。
落成時の所有者は、中野興業、日本石油の2社だけであったが、その後中野興業所有車は石油配給、帝国石油、共同企業、日本原油輸送→日本石油運送（その後日本石油輸送へ改名）、出光興産、栄企業、東亜燃料工業、日本鉱業（その後共同石油へ改名）へ名義変更が行われた。
日本石油所有の車は戦時中一時期移籍したが戦後復帰し生涯所有者が変わることはなく運用された。
1972年（昭和47年）9月9日に最後まで在籍した3両（タラ9, タラ10, タラ43）が廃車となり形式消滅した。
塗色は、黒であり、全長は9,152mm、8,900mm、全幅は2,160mm、全高は3,840mm、3,877mm、3,886mm、軸距は2,745mm+2,745mm、自重は12.6t - 16.7t、換算両数は積車3.1、空車1.0、最高運転速度は65km/h、車軸は12t軸であった。

### 年度別製造数
各年度による製造会社と両数、所有者は次のとおりである。（所有者は落成時の社名）
- 昭和4年度 - 2両
  - 新潟鐵工所 2両 中野興業（タラ1 - タラ2）
- 昭和5年度 - 29両
  - 新潟鐵工所 10両 中野興業（タラ3 - タラ12）
  - 19両 日本石油（タラ13 - タラ31、タサ504 - タサ522よりの改番編入）
- 昭和6年度 - 15両
  - 新潟鐵工所 10両 日本石油（タラ32 - タラ41）
  - 新潟鐵工所 5両 中野興業（タラ42 - タラ46）

## 他形式への改造

### タサ600形
1953年（昭和28年）5月9日タラ1形の28両（タラ13 - タラ27、タラ29 - タラ46）が飯野産業にて改造（積載荷重変更）されタサ600形（タサ635 - タサ662）へ編入された。
所有者は、種車時代から変わることなく日本石油であり、その常備駅は本輪西駅、汐見町駅、塩釜埠頭駅等、各地に分散配置されたため、ほぼ全国で運用された。
1968年10月1日ダイヤ改正による速度向上未対応のため、大半の車が廃車になった。1両（タサ656）のみ「マルロ」車とされ生き延びたが、3年後の1971年（昭和46年）8月30日に廃車になった。